# Tenoria glauca
Tenoria glauca är en flockblommig växtart som beskrevs av Pietro Bubani. Tenoria glauca ingår i släktet Tenoria och familjen flockblommiga växter. Inga underarter finns listade i Catalogue of Life.